# Хараламби Трайков
Хараламби Георгиев Трайков е български политик от БЗНС, син на Георги Трайков.

## Биография
Роден е на 10 август 1925 г. във Варна. От 1944 година членува в БЗНС. Между 1948 и 1949 е секретар към Министерството на комуналното стопанство и благоустройството. През 1949 година завършва Софийския университет със специалност право. В периода 1950 – 1967 е журналист и главен редактор на вестник Земеделско знаме. Между 1957 – 1973 е член на Управителния съвет на БЗНС. От 1971 до 1973 е министър на информацията и съобщенията, заместник-министър на външните работи (1967 – 1971). Член е на Постоянното присъствие на БЗНС от 1971.
Умира при автомобилна катастрофа на 2 юни 1973 г.